# Jeff Henderson
Jeffrey „Jeff“ Henderson (* 19. Februar 1989 in McAlmont, Arkansas) ist ein US-amerikanischer Weitspringer.
Bei den Hallenweltmeisterschaften 2010 in Doha und 2014 in Sopot schied er in der Qualifikation aus.
2015 siegte er bei den Panamerikanischen Spielen in Toronto. Im Jahr darauf wurde er bei den Olympischen Spielen in Rio de Janeiro mit 8,38 m Olympiasieger.
Bei den Weltmeisterschaften 2019 in Doha gewann er mit 8,39 m die Silbermedaille.

## Persönliche Bestleistungen
- 60 m (Halle): 6,58 s, 22. Februar 2014, Albuquerque
- 100 m: 10,18 s, 25. Mai 2013, Pueblo
- 200 m: 20,65 s, 25. Mai 2013, Pueblo
- Weitsprung: 8,52 m, 22. Juli 2015, Toronto
  - Halle: 8,19 m, 20. März 2016, Portland